# Marco de Paula
Marco de Paula  (Sevilla, Spanyolország, 1977. április 22. –) spanyol színész.

## Élete
Marco de Paula 1977. április 22-én született Sevillában. Karrierjét 1999-ben kezdte. 2005-ben a Hospital Central című sorozatban szerepelt. 2011-ben szerepet kapott az Esperanza del corazónban. 2012-ben a Rosa Diamante című telenovellában megkapta Junior szerepét.

## Filmográfia

### Televízió
- 1999: Cariño, cómo te odio
- 2000-2001: Nada es para siempre
- 2002-2003: Veinte tantos
- 2004: Arrayán
- 2005-2007: Hospital Central
- 2007-2008: Planta 25
- 2010: Valientes
- 2011-2012: Esperanza del corazón (Mexikói telenovella - Televisa)
- 2012: Rosa Diamante (Mexikói telenovella - Telemundo)
- 2013: Prohibido amar (Mexikói telenovella - TV Azteca)

### Filmek
- 2001: El secreto
- 2001: Juego misterioso
- 2003: Normalmente sospechosos